# Resolução 109 do Conselho de Segurança das Nações Unidas
Resolução 109 do Conselho de Segurança das Nações Unidas, foi aprovada em 14 de dezembro de 1955, depois de ter sido instruído pela Assembleia Geral a considerar os pedidos de adesão da Albânia, Áustria, Bulgária, Camboja, Ceilão, Finlândia, Hungria, Irlanda, Itália, Jordânia, Laos, Líbia, Nepal, Portugal, Romênia e Espanha, o Conselho recomendou todos os países acima mencionados para a admissão às Nações Unidas.
Foi aprovada com 8 votos, e com 3 abstenções da Bélgica, República da China e dos Estados Unidos.